# アン♥ロック
『アン♥ロック』は、2009年9月23日に発売されたmihimaru GTの22枚目のシングル。発売元はユニバーサルミュージック。

## 解説
- 2009年第3弾シングルであり、「幸せになろう」以来となるテレビドラマ主題歌である。
- 初回生産盤には、ビデオクリップやメイキングの収録されたDVDが付属する「初回生産盤A」と、タイアップ作品である『猿ロック』原作者の芹沢直樹による書き下ろしジャケット仕様の「初回生産盤B」がある。3形態での発売は「かけがえのない詩」以来10作ぶりである。

## 収録曲
1. アン♥ロック [3:53]
  - 作詞：hiroko、mitsuyuki miyake / 作曲：hikari、mitsuyuki miyake / 編曲：hikari

NTV系テレビドラマ『猿ロック』主題歌。
2. Amethyst [3:56]
  - 作詞：hiroko、mitsuyuki miyake / 作曲：Genki Hibino、mitsuyuki miyake / 編曲：Tohru Watanabe

Nintendo DS用ゲームソフト『サモンナイトX 〜Tears Crown〜』オープニングテーマ。
3. アン♥ロック (猿ロック バージョン) [4:06]
4. アン♥ロック [Instrumental] [3:53]
5. Amethyst [Instrumental] [3:53]

### 初回盤DVD
1. アン♥ロック -Video Clip-
2. アン♥ロック -Making

## 参加ミュージシャン
1. アン♥ロック

- Guitar & Other Instrumental : HIKARI
- Bass : 笠原直樹
- Turntable : DJ NON

## 収録アルバム
アン♥ロック
- mihimalogy
- THE BEST of mihimaru GT 2
- 10th Anniversary BEST 2003-2013
- THE SINGLE of mihimaru GT

Amethyst
- mihimania III〜コレクション アルバム〜
- mihimania collection